# Maurice Hensmans
Maurice Hensmans (Herent, 17 maart 1926 – Lubbeek, 31 januari 2013) was een Belgisch socialistisch politicus. Beroepshalve was hij ambtenaar bij de federale overheid.
Hij werd gemeenteraadslid in Herent in 1958 en bleef in functie tot 2000, waarvan hij 30 jaar schepen was. Hij was burgemeester van zijn gemeente tijdens de bestuursperiode van 1983 tot 1988.
Hij was ridder in de Kroonorde en ridder in de Leopoldsorde.